# District de Yuzhong
Pour les articles homonymes, voir Yuzhong.
Le district de Yuzhong (渝中区 ; pinyin : Yúzhōng Qū) est une subdivision de la municipalité de Chongqing en Chine. Il en est le centre politique, économique et culturel.

## Géographie
Il forme une péninsule étroite, au relief accidenté, entre le Yangzi (Chang Jiang) et le Jialing, juste avant leur confluent.
Sa superficie est de 23,71 km², et son altitude est comprise entre 160 et 379 m.

## Démographie
La population du district était d'environ 630 100 habitants en 2010.

### Sources
- Géographie : (zh) Page descriptive (Phoer.net)